# Henry St John-Mildmay (3e baronnet)
Henry Paulet St John-Mildmay, 3e baronnet (30 septembre 1764 - 11 novembre 1808), de Dogmersfield Park, dans le Hampshire, est un homme politique anglais. 

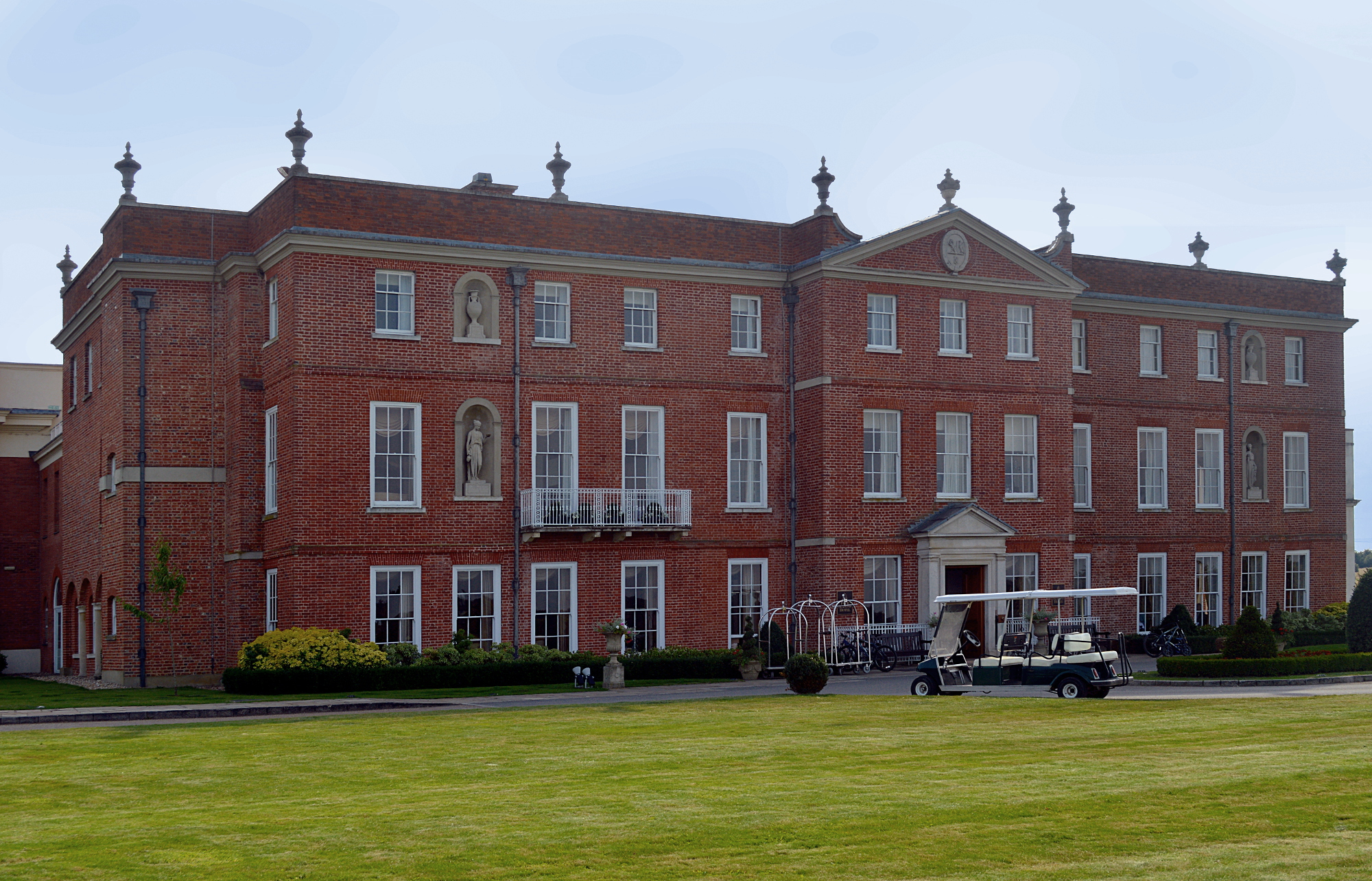
Dogmersfield Park

## Biographie
St John est le fils unique d'Henry St John (2e baronnet) et de son épouse Dorothea Maria Tucker, fille d'Abraham Tucker de Betchworth Castle, dans le Surrey, et est né le 30 septembre 1764. Il est inscrit au St John's College de Cambridge en 1781, diplômé MA en 1785. 
Il devient baronnet et hérite de Dogmersfield park en 1784. Il est député pour Westbury de 1796 à 1802, pour Winchester de 1802 à 1807 et pour le Hampshire de 1807 à 1808. 
En 1790, il succède au grand-oncle de sa femme, Carew Hervey Mildmay, à Marks Hall, Essex et Hazelgrove, Somerset, avant de prendre le nom de Mildmay. En 1796, il hérite également de la tante de son épouse, Anne, veuve de William Mildmay, 1er baronnet, de Moulsham Hall, Essex. 
Il épouse, en 1786, Jane, fille et héritière de Carew Mildmay, de Shawford House, dans le Hampshire. Ils ont 11 fils et 3 filles.
Il est décédé en 1808 et son fils aîné, Henry St John-Mildmay (4e baronnet) lui succède.